# علي شمس الدين الرابع
سيدنا علي شمس الدين بن مولايا حسن كان الداعي الثلاثين للبهرة الداودية (تُوفي في 25 ربيع الآخر 1042 هـ أو 1634 م، اليمن). خلف الداعي سيدنا عبد الطيب زكي الدين التاسع والعشرون في المنصب الديني. أصبح سيدنا شمس الدين داعيًا المطلق عام 1041 هـ (1633 م). فترة دعوته كانت 1041 – 1042 هـ (1633 – 1634 م).

## العائلة
سيدنا علي شمس الدين هو ابن سيدي حسن بن إدريس. والدة سيدنا علي هي نعمة بيشيبة ابنة سيدي حسن بن نوح بهاروشي. أقام سيدنا علي في اليمن وقاد الدعوة من هناك. ودُفن في حصن عفائدة باليمن.

## الخلافة

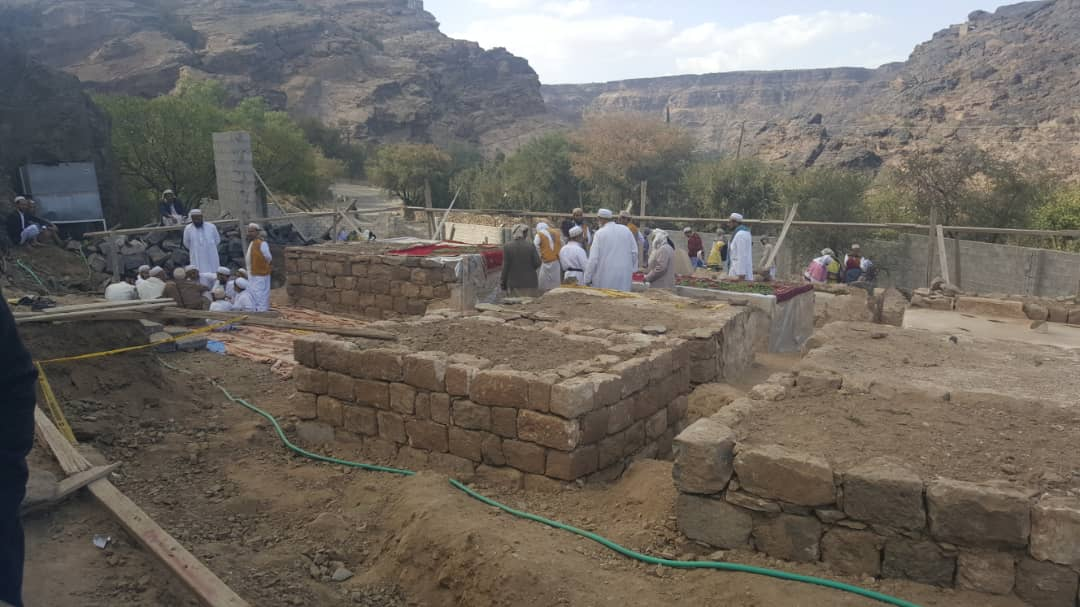
موقع دفن علي شمس الدين

عيّن سيدنا علي شمس الدين سيدنا قاسم خان زين الدين ليخلفه في منصب الدعوة.

## قراءة إضافية
- الإسماعيلية تاريخها وعقيدتها تأليف فرهاد دفتري (فصل - الإسماعيلية المستعلية -ص 11). 300-310)

| ألقاب شيعيَّة                                    | ألقاب شيعيَّة                                          | ألقاب شيعيَّة             |
| ---------------------------------------------- | ---------------------------------------------------- | ----------------------- |
| علي شمس الدين الرابع الداعي المطلق توفي: اليمن |                                                      |                         |
| سبقه عبد الطيب زكي الدين الأول                 | الداعي المطلق الثلاثون (30) 1041–1042 هـ/1633–1634 م | تبعه قاسم خان زين الدين |